# Clerodendrum disparifolium
Clerodendrum disparifolium là một loài thực vật có hoa trong họ Hoa môi. Loài này được Blume mô tả khoa học đầu tiên năm 1826.